# Musée Claude-Nicolas Ledoux d'Arc-et-Senans
Pour les articles homonymes, voir Ledoux.
Le musée Claude-Nicolas Ledoux d'Arc-et-Senans est un musée d'architecture et d'urbanisme de la saline royale d'Arc-et-Senans (classée au Patrimoine mondial de l'humanité), dans le Doubs en Franche-Comté. Inauguré en 1991, il est consacré à l'architecte urbaniste franc-maçon utopiste visionnaire Claude-Nicolas Ledoux (1736-1806). Surnommé « l'architecte des Lumières », il est l'un des principaux utopistes et représentants de l'architecture néo-classique au XVIIIe siècle.

## Historique
L'œuvre et les projets d'architecture néo-classique, de développement économique et social, et d'utopie sociale de Claude-Nicolas Ledoux, considéré comme un des architectes urbanistes visionnaires les plus importants et prolifiques de son temps, sont inspirés des valeurs humanistes, utopistes et franc-maçonnes du siècle des Lumières, en particulier de celles des physiocrates et du philosophe Jean-Jacques Rousseau.
Considéré à ce jour comme avant précurseur visionnaire du postmodernisme, du cubisme et du surréalisme, il est inspiré par la civilisation gréco-romaine, le palladianisme (architecture vénitienne), la géométrie, l'équilibre, avec pour credo « le bien-être de l’homme dans une organisation saine du travail ».
- Projet de cité idéale de Chaux de la forêt de Chaux et Saline royale d'Arc-et-Senans
- Premier projet de saline royale d'Arc-et-Senans, 1773-1774
- Projet partiellement réalisé de cité idéale de Chaux à Arc-et-Senans
- Saline royale d'Arc-et-Senans, 1775

En tant qu'architecte des Eaux et forêts, architecte urbaniste du Roi, membre de l’Académie royale d'architecture, inspecteur des finances des salines de Lorraine et de Franche-Comté, architecte de la Ferme générale (institution financière chargée de percevoir les impôts royaux), et protégé du roi Louis XV par Madame du Barry, maîtresse et favorite de ce dernier, il élabore durant toute sa vie son projet majeur de « cité idéale de Chaux » consacrée à la production royale de sel du Jura (surnommé l'« or blanc », rapport à la gabelle du sel, impôt royal très lourd et très impopulaire d'alors). Son projet intègre :
- Projet de cité idéale de Chaux
- Projet de maison de l'Union
- Projet de pacifère (temple de la Paix)
- Projet de panaréthéon (panthéon, sépulture à la mémoire des grands hommes)
- Projet de forge à canons

- la forêt de Chaux, la plus importante forêt royale de France, après la forêt d'Orléans, avec 20 000 hectares de chêne utilisé comme bois de chauffe pour la production du sel (histoire du sel du Jura)
- la saline royale d'Arc-et-Senans (traitement du sel des salines de Salins-les-Bains acheminé sur 21 km par le saumoduc de Salins-les-Bains à Arc-et-Senans)
- la Loue, sous-affluent du Rhône par le Doubs et la Saône, reliée à Paris et au bassin de la Seine par le canal de Bourgogne à Saint-Jean-de-Losne, pour le transport du sel

- Projet de cité idéale de Chaux
- Projet d'atelier des cercles (maison et atelier de tonneliers)
- Projet d’atelier des scieurs de bois
- Projet d'atelier des charbonniers
- Projet de maison des surveillants de la source de la Loue
- Projet de pont sur la Loue
- Projet d'oikema (maison des plaisirs)

Ce musée est fondé en 1991 par la Fondation Claude-Nicolas Ledoux et par le conseil départemental du Doubs, dans l'ancienne tonnellerie de la Saline royale d'Arc-et-Senans (son chef-d'œuvre classé Patrimoine mondial de l'humanité en 1982), pour exposer une soixantaine de maquettes et de nombreux croquis de ses principaux projets architecturaux : cité idéale de Chaux, hôtels particuliers, maisons de maître, théâtres, bâtiments d’octroi, mur des Fermiers généraux de Paris, édifices industriel, églises, temple, bains publics, pont, fontaine, bateaux, jardins familiaux, école, prison, hôpital, maison de retraite, cimetière...
- Hôtel Thélusson, 1778
- Projet de bourse (économie)
- Projet de temple de la mémoire
- Projet de palais de justice et de prison d'Aix-en-Provence
- Projet de maison des gardes agricoles de Mauperthuis

Son parti-pris pour la noblesse et le royalisme ainsi que les coûts jugés délirants de ses projets (cité idéale de Chaux partiellement réalisée à la Saline royale d'Arc-et-Senans, mur des Fermiers généraux et barrières de Paris commandés par le fermier général et chimiste Antoine Lavoisier), lui valent la fin de sa carrière à la Révolution française, l'hostilité générale, la disgrâce et l'emprisonnement en 1789. Plus de 100 ans après sa disparition, à partir des années 1920, sa place et son œuvre sont réhabilitées dans l'histoire de France et l'histoire de l'architecture (postérité critique de Claude-Nicolas Ledoux).